# Cyclosérine
La cyclosérine est un antibiotique de la famille des oxazolidinones efficace contre Mycobacterium tuberculosis. Il est utilisé comme traitement de 2e ligne de la tuberculose (utilisé après l'échec de traitements de première ligne). Bien qu'elle soit en principe active contre d'autres bactéries, la cyclosérine n'est pas utilisée dans le traitement d'autres infections que la tuberculose.

## Indications
Ce traitement a été essayé comme adjuvant aux thérapies d'exposition pour les troubles anxieux (par exemple les phobies, la dépression,, les troubles obsessionnels compulsifs et la schizophrénie,,). Il a été utilisé de manière expérimentale dans la maladie de Gaucher. Des recherches récentes suggèrent que la D-cyclosérine (d-4-amino-3-isoxazolidinone) pourrait être utile dans le traitement de la douleur chronique.
On a montré qu'il avait des propriétés stimulant la cognition chez des modèles de maladies de Parkinson chez les primates.

## Effets indésirables
Les effets indésirables sont principalement des manifestations du système nerveux central comme des maux de tête, une irritabilité, une dépression, des convulsions. La co-administration de pyridoxine peut diminuer l'incidence de quelques effets indésirables du SNC comme les convulsions.

## Mécanisme d'action
La D-cyclosérine est un agoniste partiel du récepteur de la glycine.
Ces activités psychotropes sont liées à son mécanisme d'action d'agoniste partiel du récepteur NMDA pour le glutamate et ont été examinées dans les implications avec l'extinction de la peur liée aux sensations activant l'amygdale et l'extinction de la recherche de cocaïne dans le noyau accumbens.
On a montré que la L-cyclosérine, la forme lévogyre de la cyclosérine, agit comme inhibiteur de la transaminase du GABA, ce qui augmente les taux de GABA dans le cerveau en inhibant sa dégradation.

## Divers
La cyclosérine fait partie de la liste des médicaments essentiels de l'Organisation mondiale de la santé (liste mise à jour en avril 2013).